# Іст-Ривер
Іст-Ривер («Східна річка»; англ. East River) — протока в штаті Нью-Йорк, США. Пов'язана з річками Гудзон та Гарлем. Довжина 26 км.

## Острови
Серед протоки Іст-Ривер розташовано кілька островів:

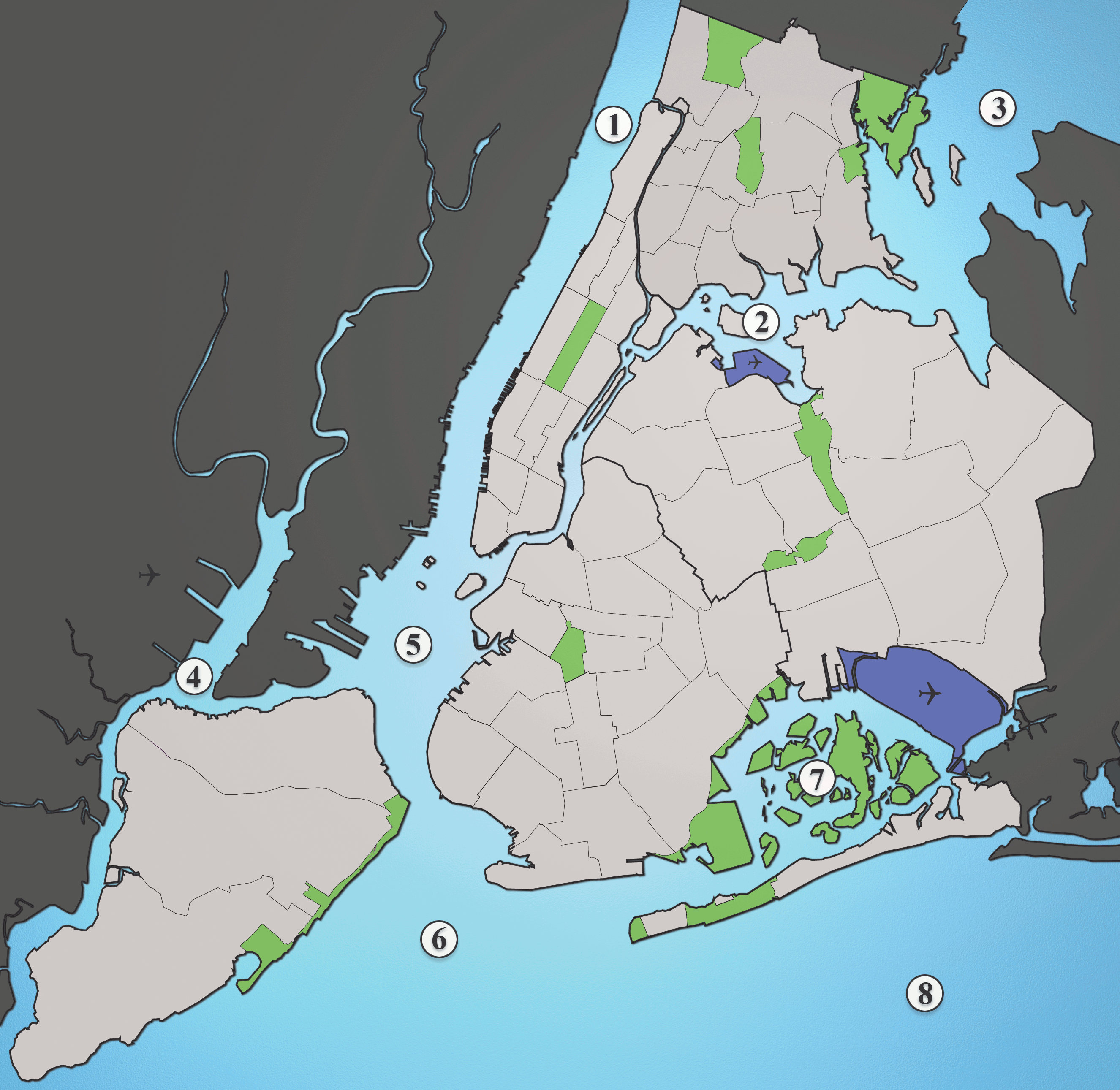
1. Річка Гудзон; 2. Іст-Ривер; 3. Протока Лонг-Айленд; 4. Затока Ньюарк; 5. Верхня затока Нью-Йорк; 6. Нижня затока Нью-Йорк; 7. Затока Джемейка; 8. Атлантичний океан

- Райкерс-Айленд (англ. Riker's Island)
- Норт-Бротер-Айленд (англ. North Brother Island)
- Саут-Бротер-Айленд (англ. South Brother Island)
- Мілл-Рок (англ. Mill Rock)
- Вардс-Айленд (англ. Ward's Island)
- Рандалс-Айленд (англ. Randall's Island)
- Рузвельт-Айленд (англ. Roosevelt Island)
- Ю-Тант-Айленд (англ. U Thant Island)

## Мости через Іст-Ривер
Протоку перетинють кілька мостів — (з півночі на південь):
- Троґс-Нек-брідж (англ. Throgs Neck Bridge)
- Бронкс-Вайтстон-брідж (англ. Bronx-Whitestone Bridge)
- Райкерс Айленд-брідж (англ. Rikers Island Bridge) (з Квінза до о. Райкерс)
- Гелл-Ґейт-брідж (англ. Hell Gate Bridge)
- Трайборо-брідж (англ. Triborough Bridge)
- Рузевельт-Айленд-брідж (англ. Roosevelt Island Bridge)
- Квінсборо-брідж (англ. Queensboro Bridge)
- Вільямсбурзький міст (англ. Williamsburg Bridge)
- Мангеттенський міст (англ. Manhattan Bridge)
- Бруклінський міст (англ. Brooklyn Bridge)